# Нова Енглеска
Нова Енглеска (енгл. New England) је регија Сједињених Америчких Држава смјештена у сјевероисточном дијелу земље. Састоји се од 6 држава: Мејн, Вермонт, Њу Хемпшир, Масачусетс, Конектикат и Роуд Ајланд. Највећи град регије, као и њено највеће привредно и културно средиште је Бостон.
Регија је настањена прецима Англоамериканаца кад су енглески ходочасници, пуританци, стигли у Сјеверну Америку услијед прогона у Европи почетком 17. вијека. У 18. вијеку колоније из Нове Енглеске су биле једне од првих британских колонија у Америци која су показале жељу за независношћу од британске круне, иако се Нова Енглеска касније противила рату којег су 1812. водиле САД и Велика Британија. У 19. вијеку регија је одиграла важну улогу у покрету који је желио укинути ропство у САД, постала је извор првих примјера америчке књижевности и филозофије, те је показала прве знакове утицаја Индустријске револуције у Сјеверној Америци.

## Галерија
- Конектикат
- Мејн
- Масачусетс
- Њу Хемпшир
- Роуд Ајланд
- Вермонт